# ديشار ثنائي الشكل
ديشار ثنائي الشكل (الاسم العلمي:Pteris difformis) هو نوع نباتي يتبع جنس الديشار من فصيلة الديشارية.